# Marburger Feh

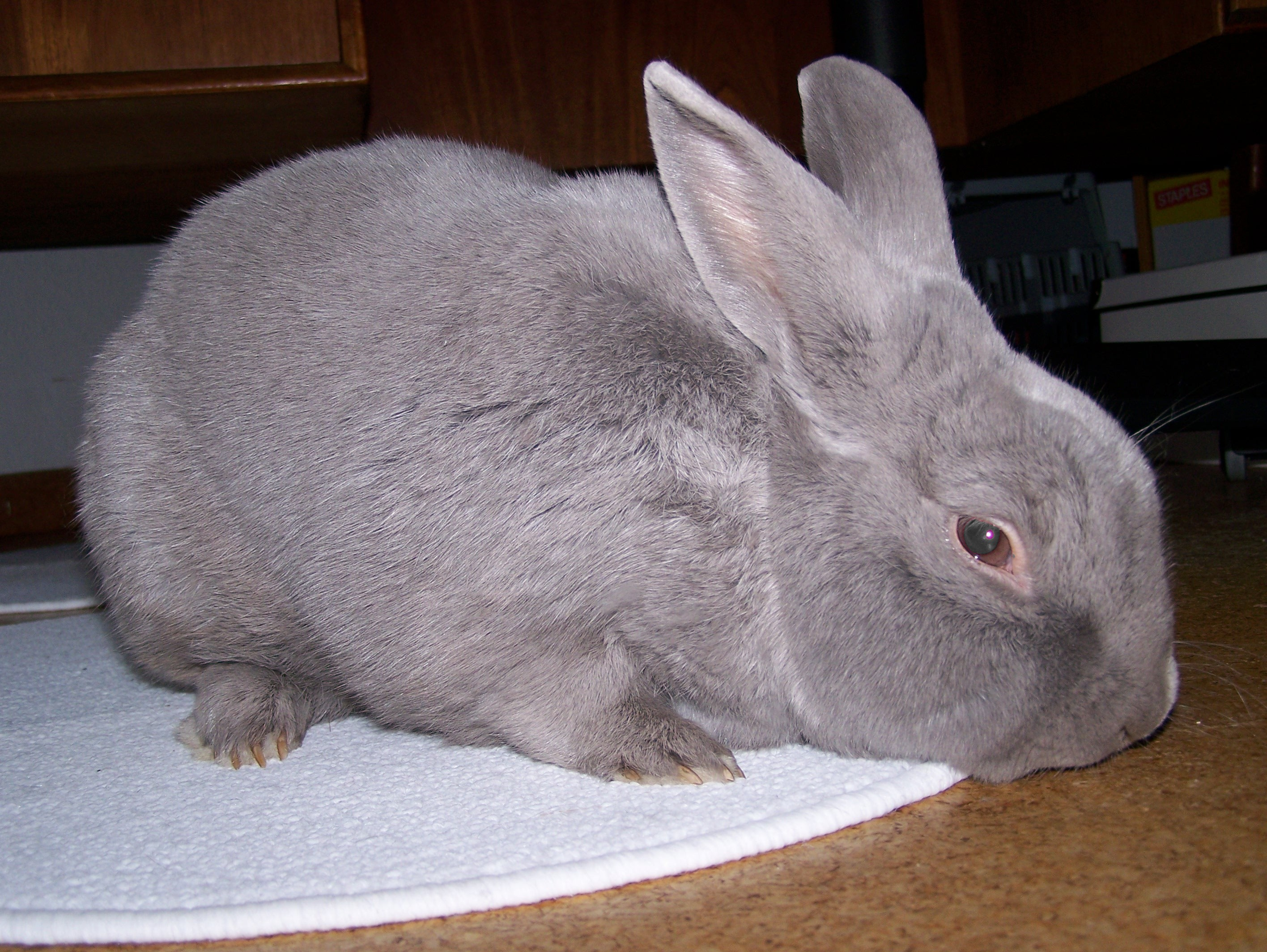

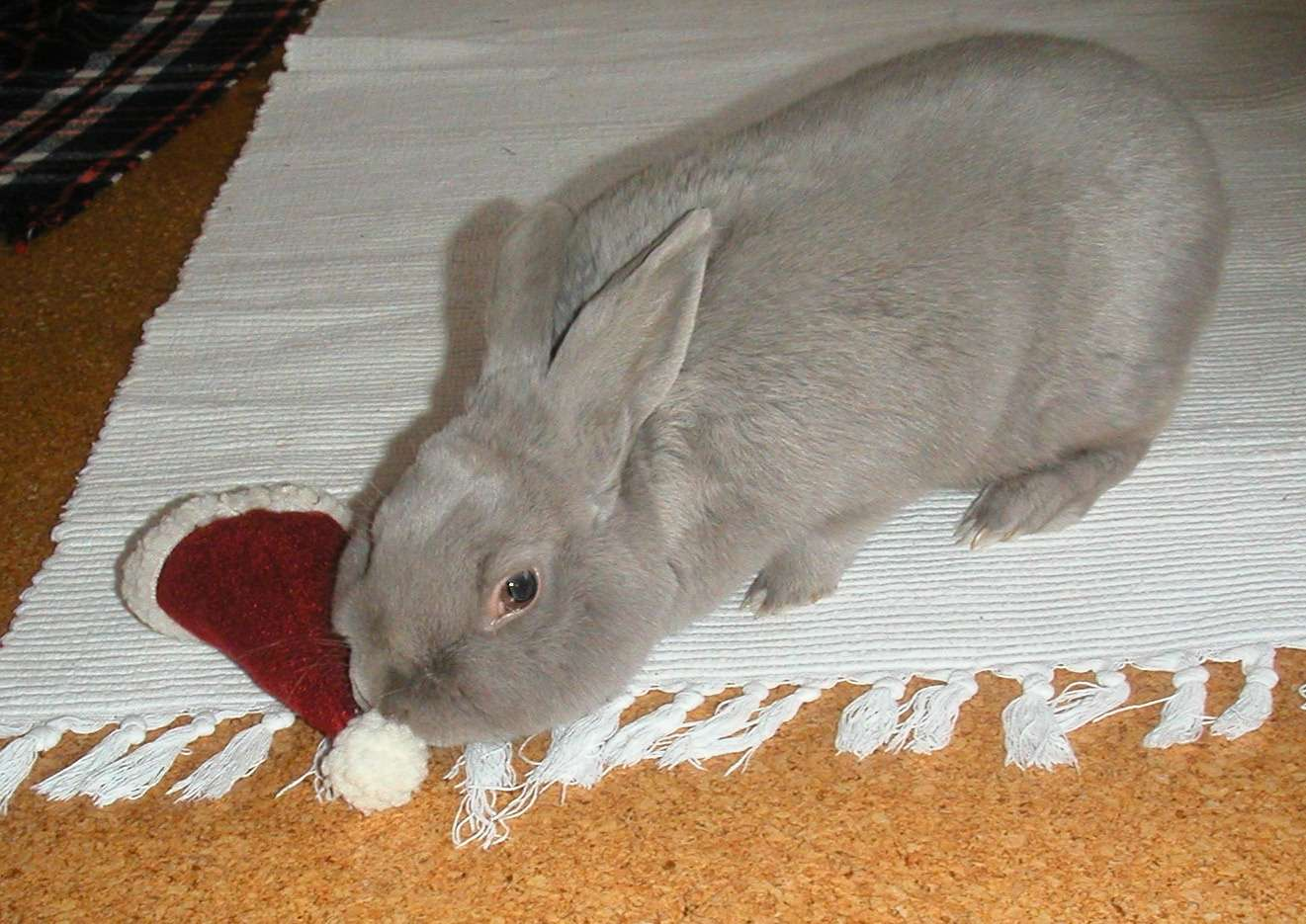

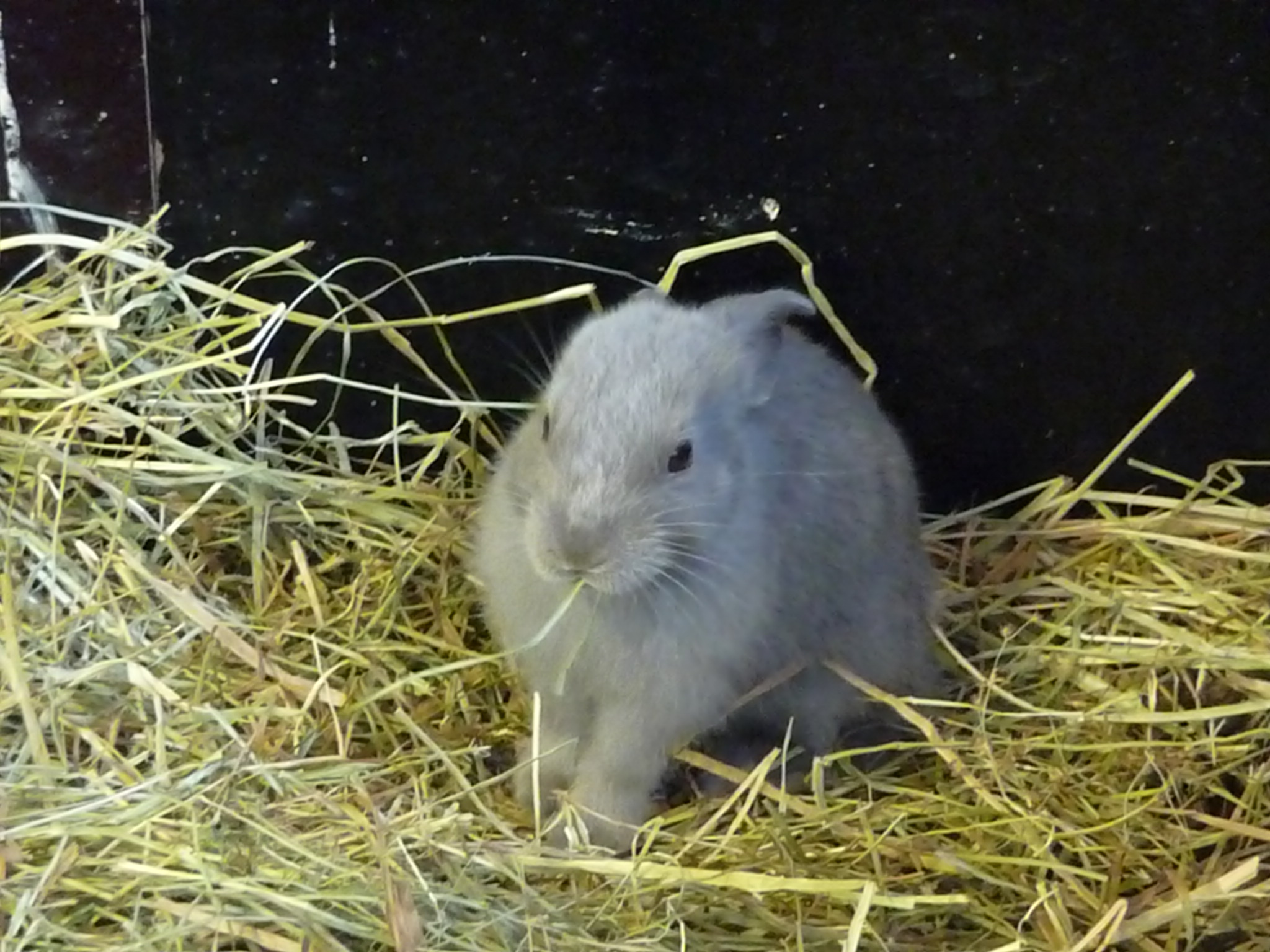
Jungtier

Das Marburger Feh ist eine kleine, etwa 2,75 kg schwere Kaninchenrasse von hellblauer Farbe mit einem bräunlichen Schleier.
Die entsprechenden Erbformel lautet:
ABcdg (Deutsche Symbolik) bzw. abCdE (Englische Symbolik)

## Geschichte des Marburger Feh
Das Marburger Feh wurde ab 1912 von der Züchterin Sandemann in Marburg herausgezüchtet. 
Franke schreibt, jedoch ohne seine Quellen zu belegen, dass L. Peters, Hausmeister der Ohrenklinik in Marburg, ein fehfarbiges Tier in einem Wurf Havannakaninchen vorfand und dieses einem damals 11-jährigen Nachbarsjungen schenkte, der bald darauf das Interesse daran verlor und das Tier an seine Tante, die bereits erwähnte Frau Sandemann weitergab, die durch erneute Kreuzungen weitere fehfarbige Tiere erzielen konnte.
Die Anerkennung der Rasse erfolgte in Deutschland 1916. Der Name der Rasse ergibt sich aus der Heimatstadt der Züchterin sowie aus der (gewünschten) Ähnlichkeit des Fells mit dem des Sibirischen Eichhörnchens, das im Pelzhandel als Feh geführt wird. In der Anfangszeit der Kaninchenzucht war häufig das Bestreben, Rassen zu züchten, mit deren Fell man den Pelz edlerer Pelztiere imitieren konnte. Bis auf gewisse farbliche Ähnlichkeiten ist dies jedoch nicht gelungen, allerdings führen diverse Kaninchenrassen das Vorbild im Namen.
Joppich schreibt, dass fehfarbige Tiere bereits früher in Würfen von Havannakaninchen auftauchten, dann aber meist nicht beachtet wurden. Er führt dies auf frühe Einkreuzungen von Blauen Wienern und Blauen van Beveren in die niederländischen Havannakaninchen zurück. Betrachtet man die Genetik der Fellfarben erscheint dies plausibel: das Havannakaninchen hat die Erbformel ABcDg bzw. abCDE, während die Blauen Wiener wie auch die Blauen van Beveren die Erbformel ABCdg  bzw. aBCdE besitzen. Es ist durchaus denkbar, dass die rezessive Form des Verdünnungsfaktors (d sowohl deutsche als englische Symbolik) unerkannt in einigen Havanna verblieben ist, und bei zufälliger Paarung spalterbiger Elterntiere dann in Würfen der Havannakaninchen fehfarbige Tiere auftauchten.

## Ähnliche Rassen
Das Perlfeh ist eine blauwildfarbige, kleine Kaninchenrasse. Im Gegensatz zum Marburger Feh hat das Perlfeh eine Perlung an den Haarspitzen exakt wie das Vorbild des sibirischen Eichhörnchens, diese fehlen dem Marburger Feh ganz. Perlfeh wurde parallel zum Marburger Feh entwickelt.
In den Niederlanden wird neben dem Marburger Feh die Rasse Gouwenaar gezüchtet, die bei gleicher Erbformel etwas heller ist, der niederländische Standard verlangt den Marburger Feh "dunkel gouwenaarfarbig".
In Großbritannien ist die Rasse als Lilac bekannt und wurde dort unabhängig voneinander mehrmals gezüchtet, so 1910 von H. Onslow in Cambridge und gleichzeitig von Illingworth in Essex (als Essex Lavender). Der Genetiker R.C. Punnett in Cambridge züchtete Lilac (oder Cambridge Blue) aus Havanna und Blauen van Beveren, die Nachkommen dieser Kreuzung sind zunächst einfarbig schwarz, die F 2 Generation spaltet im Verhältnis 9:3:3:1 in schwarze, blaue, braune und fehfarbige Tiere auf.
In Frankreich hat diese Rasse den Namen Feh de Marbourg.
Die Fehfarbe ist als Farbenschlag bei weiteren Rassen anerkannt.